# Vassili Livanov
Vassili Borissovitch Livanov (en russe : Васи́лий Бори́сович Лива́нов), né le 19 juillet 1935, est un acteur et scénariste de films soviétiques et russes.
Il est notamment connu à l'international pour ses incarnations du personnage Sherlock Holmes dans une série de téléfilms soviétiques réalisés de 1979 à 1986 par Igor Maslennikov. Il recevra pour ce rôle l'Ordre de l'Empire britannique de la reine Élisabeth II.

## Biographie

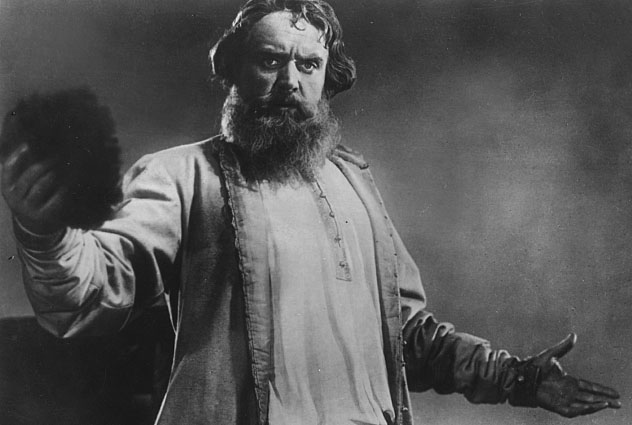
Son père, Boris Livanov, était acteur de théâtre.

Son père, Boris Livanov, est un grand acteur du Théâtre d'art de Moscou. Vasili Livanov connaît donc très jeune le milieu artistique, car de nombreux acteurs soviétiques connaissant son père (dont Olga Knipper) fréquentent la maison familiale.
Livanov suit sa scolarité à l'école des beaux-arts au sein de l'Académie des Beaux-Arts de l'URSS. Il est diplômé de l'Institut d'art dramatique Boris Chtchoukine du Théâtre Vakhtangov, et commence sa carrière dans le cinéma en 1959. Il apparaît dans peu de films à la fin des années 1960 et dans les années 1970, mais prête sa voix pour des doublages de dessins animés. En 1966-1970, il travaille à Soyuzmultfilm Studio où il crée le film d'animation Sur la trace des Musiciens de Brême sorti en 1973.
Sa carrière prend un tournant en 1979, lorsqu'il incarne Sherlock Holmes dans une série de téléfilms qui rencontrent un grand succès et dure jusqu'en 1986.
En 1988, en collaboration avec l'écrivain Julian Semenov, Livanov fonde le studio d'art dramatique expérimental Le détective dont il occupe le poste de directeur artistique pendant cinq ans. Le studio ferme en 1992.
En 2005, on lui décerne l'Ordre du Mérite pour la Patrie de la IVe classe.
Le 20 février 2006, il reçoit l'Ordre de l'Empire britannique,.
Un Aigle d'or spécial, pour sa contribution à l'art cinématographique, lui est remis en 2017,.

## Distinctions
- Ordre de l'Honneur (2016)
- Ordre du Mérite pour la Patrie de IVe classe (2005)

## Filmographie partielle
Cinéma
- 1960 : La Lettre inachevée (Неотправленное письмо, Neotpravlennoe pismo) de Mikhaïl Kalatozov : Andreï
- 1966 : Une année aussi longue que la vie (Год как жизнь) de Grigori Rochal : Georg Weerth
- 1968 : J'avais 19 ans (Ich war neunzehn) de Konrad Wolf : Vadim
- 1970 : Waterloo de Sergueï Bondartchouk : l'officier anglais
- 1975 : Zvezda plenitelnogo schastya (Звезда пленительного счастья) de Vladimir Motyl : Nicolas Ier
- 1977 : La Steppe (Степь) de Sergueï Bondartchouk : Casimir
- 1979 : Yaroslavna, Reine de France (Ярославна, королева Франции) d'Igor Maslennikov

Télévision
- 1979-1986 : Les Aventures de Sherlock Holmes et du docteur Watson : Sherlock Holmes, série de onze téléfilms d'Igor Maslennikov dont :
  - 1979 : Sherlock Holmes et le docteur Watson (Шерлок Холмс и доктор Ватсон)
  - 1980 : Les Aventures de Sherlock Holmes et du docteur Watson (Приключения Шерлока Холмса и доктора Ватсона)
  - 1981 : Le Chien des Baskerville (Собака Баскервилей)
  - 1983 : Les Trésors d'Agra (Сокровища Агры)
  - 1986 : Le XXe siècle commence (Двадцатый век начинается)

### Doublage
- 1969 : Guéna le crocodile (Крокодил Гена) de Roman Katchanov : Guéna, gardien de Zoo
- Karlson
- Karlson est de retour
- 1981 : Le Mystère de la troisième planète : Gromozeka
- 1981 : Le Chien botté (Пёс в сапогах) de Efim Gamburg : chien détective (Sherlock Holmes)

### Réalisation
- 1970 : L'Oiseau bleu (ru)
- 1973 : Sur les traces des musiciens de Brême, dessin animé